# Sobralia dichotoma
Sobralia dichotoma es una especie de orquídea epífita o de hábitos terrestres ocasionales. Es originaria del oeste de Sudamérica hasta Venezuela. Es la especie tipo del género Sobralia.

## Descripción
Es una orquídea de gran tamaño, corpulenta, cespitosa, con tallos con hojas  estrechamente lanceoladas a ovado- lanceoladas, acuminadas, rígidas, cartáceas: Florece en una inflorescencia terminal de 20 cm de largo, dicotómicamente ramificada, racemosa, con muchas flores, la apertura de la inflorescencia es de forma sucesiva, las flores son fragantes y carnosas  y  se producen en el verano y el otoño.

## Distribución y hábitat
Se distribuye por Colombia, Ecuador, Perú y Bolivia, en los ecosistemas terrestres de bosques abiertos sobre afloramientos de granito, crece en agua tibia o fría en las elevaciones de 750-2800 metros.  

## Sinonimia
- Cattleya dichotoma (Ruiz & Pav.) Beer
- Cattleya tichotoma Beer
- Sobralia mandonii Rchb.f.
- Sobralia mandonii f. coerulea Christenson[2]